# James Caan
Pour les articles homonymes, voir Caan.
James Langston Edmund Caan, né le 26 mars 1940 à New York et mort le 6 juillet 2022 à Los Angeles, est un acteur américain. Il s'est fait connaître en incarnant Sonny Corleone dans Le Parrain (1972), un rôle qui lui vaut des nominations à l'Oscar et au Golden Globe du meilleur acteur dans un second rôle, qu'il reprend dans Le Parrain, 2e partie (1974). Il reçoit une étoile sur le Hollywood Walk of Fame en 1978,.
Après ses premiers rôles dans El Dorado (1966) de Howard Hawks, Objectif Lune (1967) de Robert Altman et Les Gens de la pluie (1969) de Francis Ford Coppola, il est acclamé pour son interprétation de Brian Piccolo dans le téléfilm Brian's Song (1971), pour laquelle il reçoit une nomination aux Primetime Emmy Awards. Il est nommé aux Golden Globes pour ses rôles dans le drame Le Flambeur (1974), et la comédie musicale Funny Lady (1975). Il continue ensuite à tenir des rôles importants dans des longs métrages tels que Permission d'aimer (1973), Rollerball (1975), Un pont trop loin (1977), Le Souffle de la tempête (1978), Chapter Two (1979) et Le Solitaire (1981). Il réalise également le film L'Impossible Témoin en 1980.
Après une pause de cinq ans, il revient avec des rôles dans Jardins de pierre (1987), Misery (1990), Lune de miel à Las Vegas (1992), L'Effaceur (1996), Mickey les yeux bleus (1999), The Yards (2000), City of Ghosts (2002), Elfe (2003), Max la Menace (2008), ainsi que dans la série Las Vegas (2004-2007).

## Biographie

### Jeunesse
James Caan est né le 26 mars 1940 dans le quartier du Bronx à New York au sein d'une famille juive,,,,,,,  d'origine allemande. Il grandit dans le quartier de Sunnyside dans le Queens, auprès de sa sœur et de son frère.
Il étudie à l'université d'État du Michigan puis à l'université Hofstra.
Durant son adolescence, il s'est investi dans la production de groupes vocaux locaux tels que les Embers (pas d'enregistrements sortis, uniquement des démos réalisées au studio Adlphi de New York)[réf. nécessaire].

### Carrière

#### Années 1960
James Caan débute sur les planches dans La Ronde puis joue à Broadway dans la pièce Blood, Sweat and Stanley Poole (en). Il tient également des rôles mineurs à la télévision, dont en 1961 et 1962 dans les séries Naked City et Les Incorruptibles.
Il obtient sa première apparition à l'écran en 1963, dans Irma la douce de Billy Wilder.
Il tourne coup sur coup en 1965 et 1966 sous la direction de Howard Hawks, qui le fait jouer dans Ligne rouge 7000 et El Dorado. L'année 1968 marque sa première collaboration avec Francis Ford Coppola, pour qui il tourne Les Gens de la pluie.

#### Années 1970-1990

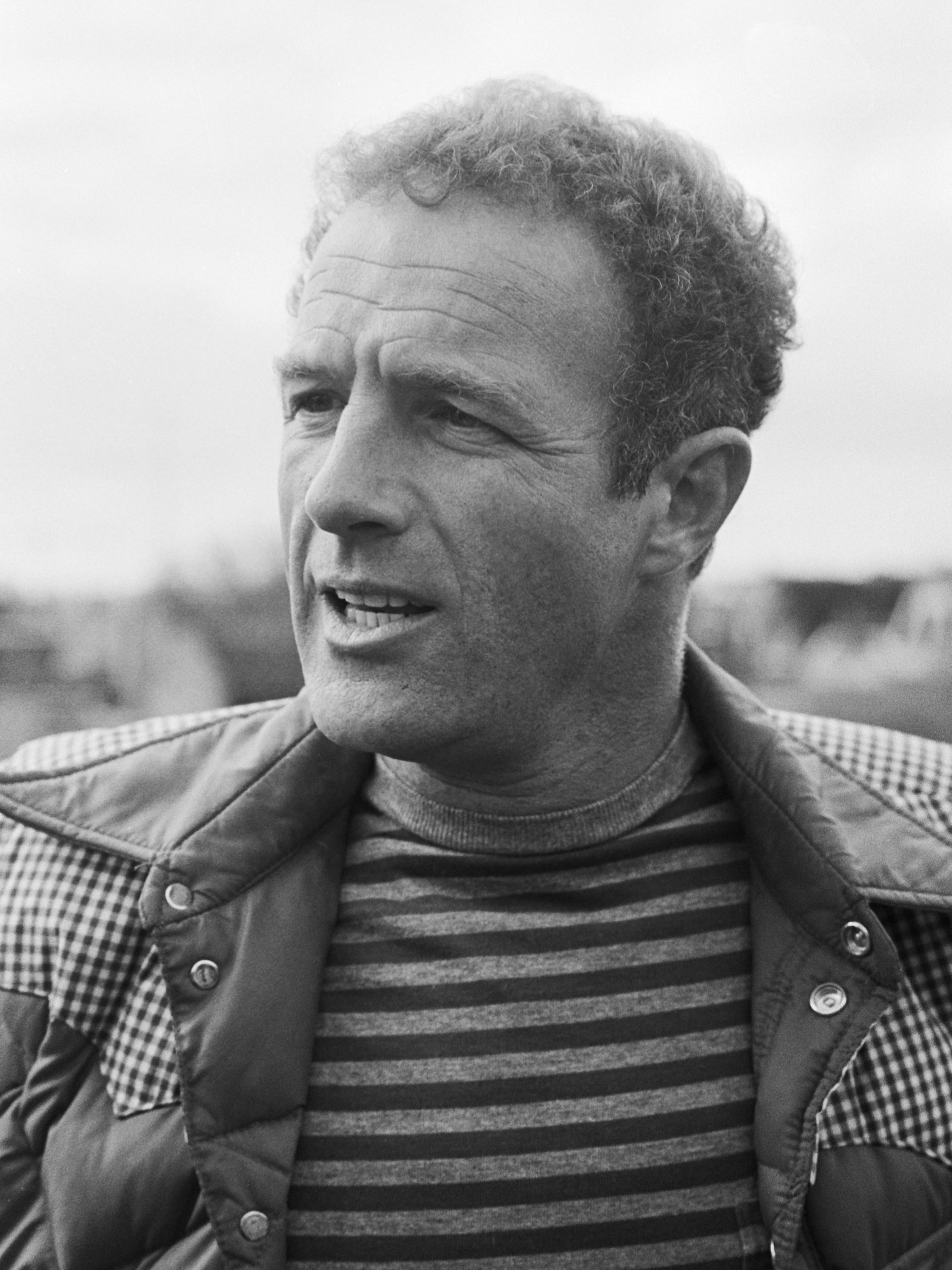
James Caan en 1976.

Dans les années 1970, James Caan est l'un des acteurs américains les plus en vue. En 1972, il tourne de nouveau pour Coppola qui lui donne l'un de ses rôles les plus emblématiques, Santino « Sonny » Corleone dans Le Parrain. Il reprend brièvement le rôle en 1974 dans la suite, Le Parrain, 2e partie. Par la suite, on le voit par exemple dans le film d'anticipation Rollerball ou dans le thriller d'espionnage Tueur d'élite, tous deux sortis en 1975. La même, il pousse la chansonnette dans le film musical Funny Lady qui le voit jouer Billy Rose, en duo avec Barbara Streisand dans le rôle de Fanny Brice.
James Caan alterne grosse production comme le film de guerre Un pont trop loin et film plus intimiste : il interprète un joueur invétéré qui accumule les dettes dans Le Flambeur de Karel Reisz.
On le voit aussi dans deux films de Claude Lelouch : Un autre homme, une autre chance et Les Uns et les Autres en 1981. La même année, il est perceur de coffre-fort dans Le Solitaire de Michael Mann.
En 1982, il chante et danse à nouveau dans le film Kiss Me Goodbye de Robert Mulligan.
La mort de sa sœur d'une leucémie, le fait tomber en dépression et dans l'addiction à la drogue, le contraignant à quitter les plateaux de tournages. Francis Ford Coppola le sort de sa léthargie et le fait revenir au cinéma en lui offrant le premier rôle dans son film Jardins de pierre, sorti en 1987. James Caan y incarne un vétéran de la guerre du Viêt Nam. Grâce à ce film, il reprend goût à la vie et au cinéma.
Sa filmographie s'illustre ensuite entre autres du huis clos Misery (1990), adaptation du roman de Stephen King où il incarne un romancier séquestré par une admiratrice psychotique interprétée par Kathy Bates mais aussi L'Effaceur (1996), où il affronte Arnold Schwarzenegger,. Il joue le rôle de l'escroc excentrique Monsieur Henry dans le premier film de Wes Anderson, Bottle Rocket sorti en 1996.

#### Années 2000
Au cinéma, James Caan apparait dans le thriller Way of the Gun, le film noir The Yards, mais aussi Dogville de Lars von Trier où il joue un parrain de la Mafia, père de Nicole Kidman.
De 2003 à 2007, il a joue dans la série Las Vegas le rôle de Ed Deline le patron du Montecito. Il fait ses adieux à la série dans le premier épisode de la cinquième saison et Tom Selleck est choisi dans un rôle similaire pour lui succéder.
Toujours enclin à jouer la comédie face caméra, il apparait en 2003 dans le film Elfe de Jon Favreau et incarne en 2008, le président des États-Unis dans le film Max la Menace de Peter Segal,.
En parallèle, il prête sa voix de manière sporadique dans plusieurs œuvres. Il fait une apparition en 2004 dans Les Simpson, dans le deuxième épisode de la saison seize, où il participe à la surprise-party de Bart. Lorsque, à la fin de l'épisode, il part avec la femme de Cletus, il se fait descendre au péage, parodiant ainsi son personnage de Sonny Corleone. Avant d'agoniser, il dit « La prochaine fois, je prendrai l'avion ! ». En 2006, il reprend de manière inattendue le rôle de Santino « Sonny » Corleone dans l'adaptation vidéoludique du film Le Parrain développée par EA Redwood Shore. En 2009, il prête de nouveau sa voix pour jouer une version fictive de lui-même, apparaissant ainsi dans Something, Something, Something, Dark Side (en), un épisode de la série d'animation Family Guy sorti directement en DVD. Il est également la voix du père du protagoniste du film d'animation Tempête de boulettes géantes, du duo Phil Lord et Chris Miller. Il reprend le personnage dans la suite sortie en 2013.

#### Années 2010

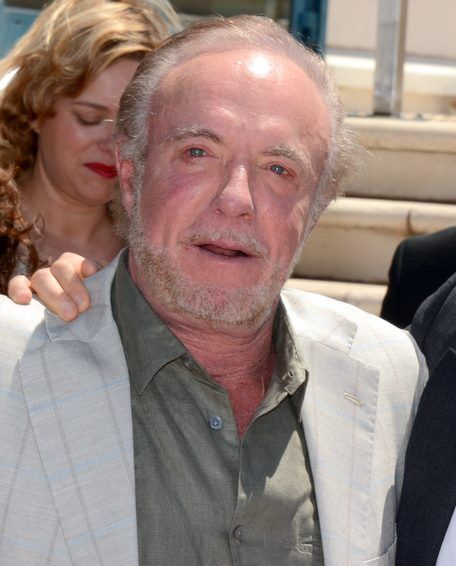
James Caan lors du Festival de Cannes 2013.

En 2012, James Caan fait une apparition auprès de son fils Scott dans le dix-huitième épisode de la deuxième saison de la série Hawaii 5-0.
En 2013, il participe à la brève aventure américaine de Guillaume Canet, tournant dans son film Blood Ties, reprise du film français Les Liens du sang de Jacques Maillot. Il retrouve également un rôle récurrent à la télévision en intégrant la seconde saison de la série Magic City, qui le voit jouer un mafieux.
Après Lelouch et Canet, James Caan tourne avec la réalisatrice française Amanda Sthers dans le film Holy Lands en 2019, adaptation sur grand écran de son livre Les terres saintes publié en 2010.

### Vie privée
James Caan a été marié avec l’actrice Dee Jay Mathis, de 1961 à 1966, de cette union est née une fille Tara A, née le 5 novembre 1964. Il se remarie le 12 janvier 1976 avec l'actrice Sheila Ryan. Ils divorceront le 7 décembre 1977. Ils ont eu un fils, Scott, né le 23 août 1976. Il épouse Ingrid Hajek en 1990. Ils auront un fils, Alexander James, né le 10 avril 1991. Ils divorcent en 1995. Il sera marié à Linda Stokes, de 1995 à 2009, sans avoir signé de contrat de mariage. Deux enfants sont nés de cette union : James Arthur Caan (né en 1995) et Jacob Nicholas Caan (en 1998).
Il est également sixième dan de karaté et cavalier accompli[réf. nécessaire].

### Mort
James Caan meurt dans la soirée du 6 juillet 2022 à Los Angeles, à l'âge de 82 ans, comme l'annoncent sa famille et son manager Matt DelPiano, le lendemain. Selon son certificat de décès publié par le site TMZ, l'acteur est décédé d'une crise cardiaque à la suite d'une maladie coronarienne, mais il souffrait également d'une maladie pulmonaire obstructive chronique et d'insuffisance cardiaque congestive.
James Caan a été inhumé au cimetière israélite du parc mémoriel d’Éden de Los Angeles.

## Filmographie

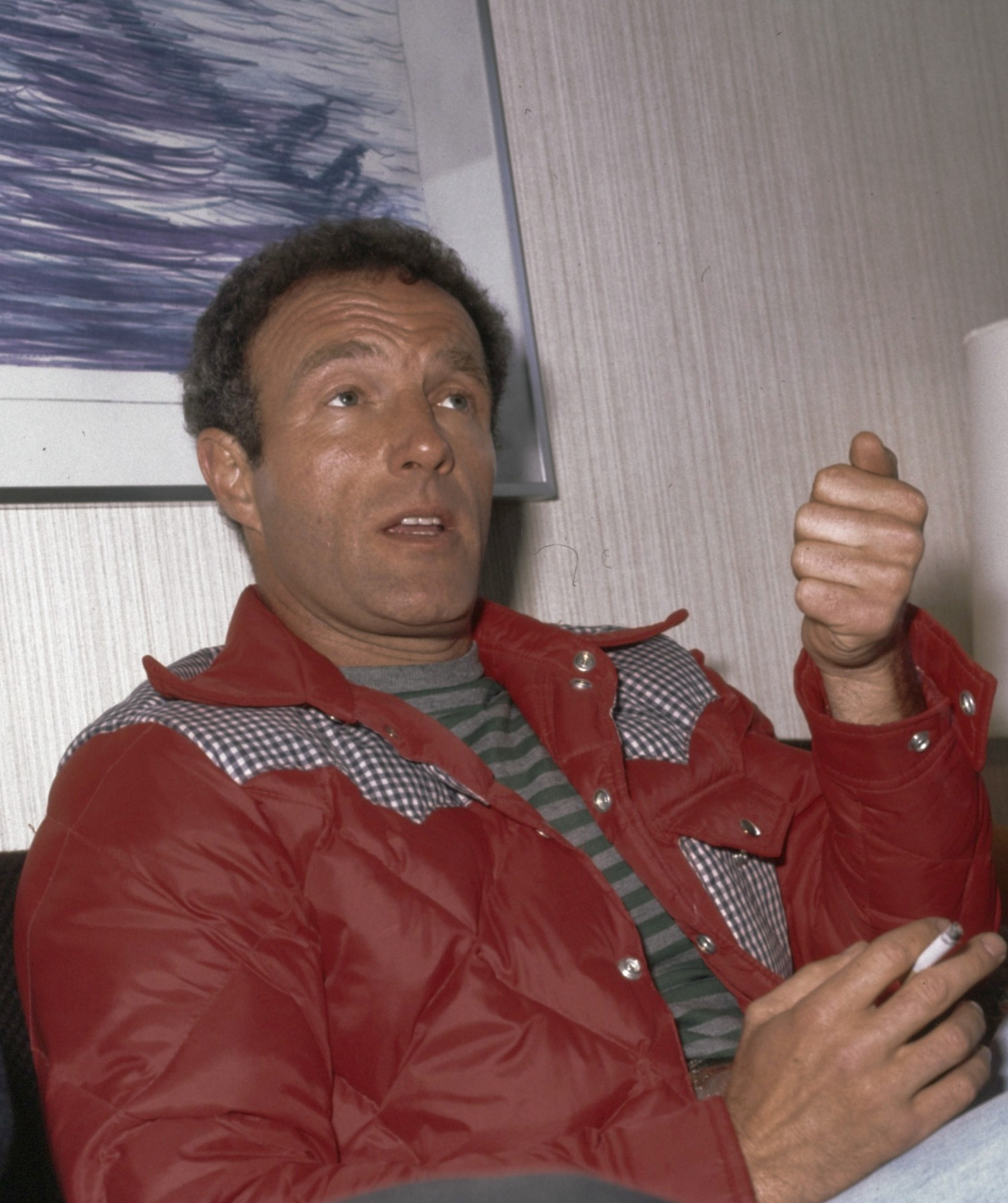
James Caan en 1976.

### Cinéma

#### Années 1960
- 1963 : Irma la douce de Billy Wilder : soldat avec la radio
- 1964 : Une femme dans une cage (Lady in a Cage) de Walter Grauman : Randall
- 1965 : Les Compagnons de la gloire (The Glory Guys) d'Arnold Laven : soldat Anthony Dugan
- 1965 : Ligne rouge 7000 (Red Line 7000), d'Howard Hawks : Mike
- 1966 : El Dorado, d'Howard Hawks : Alan Bedillon Traherne (ou Trovern selon certains) dit « Mississippi »
- 1967 : Le Diable à trois (Games) de Curtis Harrington : Paul Montgomery
- 1967 : Objectif Lune Countdown de Robert Altman : Lee Stegler
- 1968 : Le Raid suicide du sous-marin X1 (Submarine X-1) de William A. Graham : commandant Richard Bolton, de la Royal Naval Reserve
- 1968 : La Brigade des cow-boys (Journey to Shiloh) de William Hale : Buck Burnett
- 1969 : Les Gens de la pluie (The Rain People) de Francis Ford Coppola : Jimmy Kilgannon (le tueur)

#### Années 1970
- 1970 : Cœur de lièvre (en) (Rabbit, Run) de Jack Smight : Rabbit Angstrom
- 1971 : T.R. Baskin (en) : Larry Moore
- 1972 : Le Parrain (The Godfather) de Francis Ford Coppola : Santino « Sonny » Corleone
- 1973 : La Chasse aux dollars (Slither) de Howard Zieff : Dick Kanipsia
- 1973 : Permission d'aimer (Cinderella Liberty) : John Baggs Jr.
- 1974 : Le Flambeur (The Gambler) de Karel Reisz : Axel Freed
- 1974 : Le Parrain 2e partie (The Godfather: Part II) de Francis Ford Coppola : Sonny Corleone
- 1974 : Les Anges gardiens (Freebie and the Bean) de Richard Rush: Freebie
- 1975 : Funny Lady d'Herbert Ross : Billy Rose
- 1975 : Rollerball de Norman Jewison : Jonathan E.
- 1975 : Gone with the West (en) : Jud McGraw
- 1975 : Tueur d'élite (The Killer Elite) de Sam Peckinpah : Mike Locken
- 1976 : Deux Farfelus à New York (Harry and Walter Go to New York) : Harry Dighby
- 1976 : La Dernière Folie de Mel Brooks (Silent Movie) : lui-même
- 1977 : Un pont trop loin (A Bridge Too Far) de Richard Attenborough : sergent Eddie Dohun
- 1977 : Un autre homme, une autre chance de Claude Lelouch : David Williams
- 1978 : Le Souffle de la tempête (Comes a Horseman) de Alan J. Pakula : Frank « Buck » Athearn
- 1979 : 1941 de Steven Spielberg : le marin dans la bagarre
- 1979 : Chapter Two : George Schneider

#### Années 1980
- 1980 : L'Impossible Témoin (Hide in Plain Sight) : Thomas Hacklin
- 1981 : Le Solitaire (Thief) de Michael Mann : Frank
- 1981 : Les Uns et les Autres de Claude Lelouch : Jack Glenn / Jason Glenn
- 1982 : Kiss Me Goodbye de Robert Mulligan : Jolly Villano
- 1987 : Jardins de pierre (Gardens of Stone) de Francis Ford Coppola : sergent Clell Hazard
- 1988 : Futur immédiat, Los Angeles 1991 (Alien Nation) de Charles Baker : inspecteur Matthew Sykes

#### Années 1990
- 1990 : Dick Tracy de Warren Beatty : Spaldoni
- 1990 : Misery de Rob Reiner : Paul Sheldon
- 1991 : À plein tube ! (The Dark Backward) : Dr Scurvy
- 1991 : For the Boys de Mark Rydell : Eddie Sparks
- 1992 : Le Parrain (vidéo) : Santino « Sonny » Corleone
- 1992 : Lune de miel à Las Vegas (Honeymoon in Vegas) : Tommy Korman
- 1993 : The Program : Sam Winters
- 1993 : Flesh and Bone : Roy Sweeney
- 1996 : Grand Nord (Tashunga) : Sean McLennon
- 1996 : Bottle Rocket de Wes Anderson : Abe Henry (Monsieur Henry)
- 1996 : La Haine au cœur (A Boy Called Hate) de Mitch Marcus : Jim
- 1996 : L'Effaceur (Eraser) de Chuck Russell : U.S. Marshal Robert Deguerin
- 1996 : À l'épreuve des balles (Bulletproof), d'Ernest R. Dickerson : Frank Colton
- 1998 : This Is My Father : Kieran Johnson
- 1999 : Mickey les yeux bleus (Mickey Blue Eyes) : Frank Vitale

#### Années 2000
- 2000 : The Yards de James Gray : Frank Olchin
- 2000 : Luckytown Blues : Charlie Doyles
- 2000 : Way of the Gun (The Way of the Gun) de Christopher McQuarrie : Joe Sarno
- 2001 : Viva Las Nowhere : Roy Baker
- 2001 : In the Shadows (en) : Lance Huston
- 2002 : Night at the Golden Eagle (en) : directeur de la prison (non crédité)
- 2002 : City of Ghosts de Matt Dillon : Marvin
- 2003 : Jericho Mansions (en) : Leonard Grey
- 2003 : Dogville de Lars von Trier : The Big Man (chef mafieux)
- 2003 : Dallas 362 de Scott Caan : Walter
- 2003 : This Thing of Ours (en) : Jimmy le taulard
- 2003 : Elfe (Elf) de Jon Favreau : Walter
- 2005 : Very Bad Santa (Santa's Slay) : Darren Mason
- 2008 : Max la Menace de Peter Segal : le président des États-Unis
- 2009 : New York, I Love You, de Brett Ratner : M.. Riccoli, le pharmacien
- 2009 : Mercy (en) de Patrick Hoelck : Gerry Ryan
- 2009 : Tempête de boulettes géantes (Cloudy with a Chance of Meatballs) : voix de Tim Lockwood, le père de Flint

#### Années 2010
- 2010 : Middle Men de George Gallo : Jerry Haggerty
- 2010 : Minkow de Bruce Caulk : Paul Vinsant
- 2011 : For the Love of Money (en) d’Ellie Kanner : Micky
- 2011 : Detachment de Tony Kaye : M.. Seaboldt
- 2011 : Braquage à New York de Malcolm Venville : Max
- 2012 : Crazy Dad (That's My Boy) de Sean Anders : Père Mc Nally
- 2012 : Small Apartments de Jonas Åkerlund : M.. Allspice
- 2013 : Blood Ties de Guillaume Canet : Leon
- 2014 : Dernier Combat (en) (A Fighting Man) : Frère Albright
- 2014 : The Outsider (en) : Schuster
- 2014 : Preggoland (en) : Walter
- 2015 : Very Bad Team (en) (The Throwaways) de Tony Bui : Holden
- 2016 : JL Ranch (en) : Tap
- 2016 : Undercover Grandpa (en) : Papy
- 2018 : Out of Blue : Col. Tom Rockwell
- 2019 : Holy Lands d'Amanda Sthers : Harry Rosenmerck

#### Années 2020
- 2021 : Queen Bees de Michael Lembeck : Dan
- 2023 : Fast Charlie de Phillip Noyce : Stan
- 2024 : The Good Neighbor (en) : Harold Grainey (tournée en 2016)

### Télévision

#### Téléfilms
- 1971 : Brian’s Song (téléfilm) : Brian Piccolo
- 1998 : Embrouille à Poodle Springs (Poodle Springs) : Philip Marlowe
- 2001 : Warden of Red Rock : John Flinders
- 2001 : A Glimpse of Hell (en) : capitaine Fred Moosally
- 2002 : L'Autre Côté du rêve (Lathe of Heaven) : Dr William Haber
- 2002 : Crime de sang (en) (Blood Crime) : shérif Morgan McKenna
- 2003 : L’Incroyable Mme Ritchie (The Incredible Mrs. Ritchie) : Mr. Dewitt
- 2008 : Une femme de cran : Salvatore Palmeri
- 2015 : Attirance interdite (Wuthering High) : M. Earnshaw

#### Séries télévisées
- 1977 : Le Parrain : Sonny Corleone (mini-série)
- 1983 : Les Uns et les Autres : Jack Glenn / Jason Glenn (feuilleton télévisé)
- 2003-2007 : Las Vegas saisons 1 à 4 (série télévisée) : Ed Deline
- 2004 : Les Simpson (The Simpsons) : lui-même (animation - saison 16, épisode 2)
- 2009 : Les Griffin (Family Guy) : lui-même (animation - saison 8, épisode 20)
- 2012 : Hawaii 5-0 : Tony Archer (saison 2, épisode 18)
- 2013 : Magic City : Sy Berman (5 épisodes)
- 2013-2014 : Back In The Game : Terry  « The Cannon  » Gannon Sr. (13 épisodes)

### Comme réalisateur
- 1980 : L'Impossible Témoin (Hide in Plain Sight)

## Distinctions

### Récompenses
- 1976 : Prix du meilleur acteur lors des Saturn Award pour Rollerball
- 1999 : Prix pour l'ensemble de sa carrière lors des Hollywood Film Festival
- 2003 : Prix pour l'ensemble de sa carrière lors des Florida Film Festival
- 2005 : Lauréat du prix Golden Boot lors des Golden Boot Awards
- 2006 : Prix du meilleur Blockbuster de la semaine lors des TV Land Awards pour Brian's Song partagé avec Billy Dee Williams

### Nominations
- 1966 : Prix du meilleur acteur prometteur lors des Golden Globes pour The Glory Guys
- 1968 : Prix du nouveau visage lors des Laurel Awards
- 1972 : Prix du meilleur acteur lors des Primetime Emmy Awards pour Brian's Song
- 1973 : Prix du meilleur acteur dans un second rôle lors des  Oscars pour Le Parrain
- 1973 : Prix du meilleur acteur dans un second rôle lors des Golden Globes pour Le Parrain
- 1975 : Prix du meilleur acteur dans un film dramatique lors des Golden Globes pour Le Flambeur
- 1976 : Prix du meilleur acteur dans un film dramatique lors des Golden Globes pour Funny Lady
- 1992 : Prix du meilleur acteur lors des Saturn Award pour Misery
- 2001 : Prix du meilleur acteur dans un second rôle lors des DVD Exclusive Awards pour Luckytown
- 2004 : Prix de la meilleure performance dans un programme familial lors des Daytime Emmy Awards pour The Incredible Mrs. Ritchie

## Voix francophones
En version française, James Caan est dans un premier temps doublé à deux reprises par Marc Cassot dans Le Diable à trois et La Brigade des cow-boys, ainsi qu'à titre exceptionnel par Roger Rudel dans Les Compagnons de la gloire, Pierre Trabaud dans El Dorado et Bernard Woringer dans Les Gens de la pluie.
Le doublant une première fois en 1967 dans Objectif Lune, Bernard Tiphaine devient dans les années 1970 sa voix régulière jusqu'en 2003, le doublant notamment une vingtaine de fois durant cette période, dont dans Le Parrain, La Chasse aux dollars, Funny Lady, Rollerball, Un pont trop loin, L'Impossible Témoin, Le Solitaire, Jardins de pierre, Misery, Way of the Gun ou encore Elfe. Par la suite il ne le retrouve que de manière sporadique, dans New York, I Love You, Braquage à New York et Crazy Dad. À noter qu'Axel Kiener le remplace dans le second doublage des films Le Parrain.
En parallèle, il est notamment doublé à deux reprises dans les années 1990 par Michel Papineschi dans For the Boys et L'Effaceur ainsi que par Michel Fortin dans Bottle Rocket et Mickey les yeux bleus. Des années 1970, au début des années 2000, James Caan est également doublé à titre exceptionnel par Philippe Nicaud dans Les Anges gardiens, Bernard Murat dans Le Flambeur, Georges Berthomieu  dans Dick Tracy, Philippe Ogouz dans Lune de miel à Las Vegas, Patrick Floersheim dans The Program, Daniel Beretta dans À l'épreuve des balles et Sylvain Corthay dans The Yards.
Dans les années 2000, Georges Claisse devient sa nouvelle voix régulière à partir de la série Las Vegas. Il le retrouve notamment dans Preuve à l'appui, Middle Men, Hawaii 5-0, Blood Ties ou encore Holy Lands. En parallèle,
Michel Papineschi le retrouve dans Max la Menace, tandis que José Luccioni le double à deux reprises dans Magic City et Undercover Grandpa (en).
En version québécoise, il est régulièrement doublé par Jean-Marie Moncelet, qui est sa voix L'Effaceur, L'Histoire de mon père, Mickey belle gueule, This Thing of Ours (en), Le Lutin et Ça, c'est mon gars
Il est également doublé par Daniel Roussel dans Embrasse-moi, je te quitte, Jean-Paul Dugas dans Lune de miel à Las Vegas, Paul Savoie dans Jericho Mansions (en), Hubert Gagnon  dans Max la Menace et Denis Gravereaux dans Le Crime d'Henry.